# Francisco Marín Sola
Francisco Marín Sola OP (22 de novembre de 1873, Cárcar, Espanya - 5 de juny de 1932, Manila, Filipines) fou un frare dominic i filòsof espanyol.

## Biografia
Entrà a l'Orde de Predicadors el 1897. Feu els estudis de filosofia a Ocaña i els de teologia a Àvila, i el 1897 fou destinat a les Filipines, on s'ordenà sacerdot el 18 de setembre de 1897. Dedicà la seva vida a la investigació i a l'ensenyament, primer de les humanitats i després de la filosofia i teologia a Manila, Àvila, Rosaryville i Friburg (Suïssa).

## Obra teològica
Quan començà a publicar la seva sèrie d'articles sobre L'homogeneïtat de la doctrina catòlica a les revistes «Ciència Tomista» (1911-1922) i «Revue Thomiste» (1914), la teologia catòlica estudiava el problema de com el dogma conserva el mateix sentit, malgrat la seva evolució a través del temps; problema agreujat pel modernisme. Francisco cregué trobar la solució en la pròpia natura de la vertadera conclusió teològica.